# Bryan Rice
Bryan Rice (født Brian Risberg Clausen; 29. maj 1978 i Dåstrup, gift Brian Risberg Enggaard Clausen i 2018) er en dansk popsanger / sangskriver, musikiværksætter, debattør og bestyrelsesmedlem i Dansk Artist Forbund. Han er bedst kendt for platinsinglen "No Promises" (2005) fra soundtracket til komediefilmen Nynne. Sangen var den mest lyttede i DK i 2005 og det fjerde mest spillede danske værk i perioden 2000–2009. Efterfølgende udkom debutalbummet Confessional (2006), der modtog guld for 15.000 solgte eksemplarer. Bryan Rice har desuden deltaget 5 gange i Dansk Melodi Grand Prix, både som solist og sangskriver og er dermed blandt de 20 sangskrivere der har bidraget mest til grand prixet i 00'erne. I 2010 opnåede han en andenplads som solist med sangen "Breathing".

## Opvækst og uddannelse
Brian Risberg Clausen er opvokset med sin mor Dorrit Risberg Ohms, far John Richard Clausen og storesøster Christina Risberg Clausen. Han gik på Daastrup skole og blev færdig i 1994. I sin opvækst i Viby Sj. var Brian meget aktiv i Ramsø Ungdomsskole på bl.a. Dramaholdet. Her lavede de musicals og indspillede CDer. Brian blev student fra Himmelev Gymnasium i Roskilde i 1997 og flyttede efter et års arbejde på kagefabrikken Coronet til Valencia, Spanien i 1 år. Her boede han privat hos en familie fra udveksling i 2G, og gik på privat sprogskole. Derefter læste han Erhvervssprog (2 sproglig, spansk og engelsk) på CBS og blev bachelor i dette. Sidenhen tog han overbygning som tolk og translatør i spansk fra Copenhagen Business School (Cand.ling.merc i spansk juridisk og økonomisk sprog). Han har dog aldrig skrevet det endelig speciale da han sagde ja til en musikkarriere. Han har bl.a. haft studiejob hos Vibyslagteren, Roskildehallerne, Eventfirmaet Marienlund, Dansk Blindesamfund, og har også tidligere arbejdet som receptionist på Hotel Tiffany og Hotel Scandic Sydhavnen i København.
Brian flyttede hjemmefra allerede som 17 årig da han fik tilbudt en ungdomsbolig i Viby, tæt på forældrene, som på det tidspunkt var blevet skilt. Han flyttede senere til Valby på et værelse da han startede på CBS i 1998. Derefter har han boet på både Østerbro, i Sydhavnen, flere steder på Vesterbro, Islands Brygge og nu ved Amager Strand.

## Karriere

### Tidlig karriere ogConfessional(2003–2006)
I 2003 deltog han i den anden sæson af DR's talentshow Stjerne for en aften. Her blev han nr. 3 i den første indledende runde (Jakob Sveistrup vandt) og gik således ikke videre til semifinalerne. I 2004 sang han kor på dancegruppen Infernals album From Paris to Berlin, og på komponistens Bent Fabrics album Jukebox. I fritiden indsang han demoer i studier på Njalsgade i København hos bl.a. Rasmus og Nicolai Seebach, Infernal og Sieber & Schrøder (som har skrevet No Promises).
Sit musikalske gennembrud fik Rice da han i oktober 2005 udgav sangen "No Promises" der var med på soundtracket til filmen Nynne. Singlen udkom på sangskriveren Remees pladeselskab Boom! Records i samarbejde med EMI. "No Promises" lå på toppen af den danske airplay-hitliste i mange uger. I januar 2007 modtog singlen platin for 15.000 downloads. Ifølge Koda var "No Promises" det fjerde mest spillede danske værk i det årti/perioden 2000-2009. I 2006 blev sangen indspillet af den engelske X Factor-vinder Shayne Ward, og cover versionen blev et stort hit i bl.a. Storbritannien og Irland.
Bryan Rices anden single, "Homeless Heart", blev brugt som temasang til TV3-programmet Paradise Hotel i 2006. Samme år udkom hans debutalbum Confessional, der solgte guld for 15.000 eksemplarer i Danmark, og udkom i 14 lande verden over (bl.a. Sydafrika, Thailand, Taiwan, Indonesien, Tyrkiet, Italien og Belgien). Rice var på promotion tour i Sydafrika i 2006 med sit band. Sidenhen kom singlen "Can't Say I'm Sorry" som også blev kendt i en remixet version hvor Remee rappede.
Rice blev nomineret som Årets danske sanger til Zulu Awards og "No Promises" som Årets danske hit til DR1's Grand Danois Award i 2006.

### Good News(2007–2009)
I 2007 udgav Rice sit andet studiealbum, Good News på pladeselskabet Border Breakers og udgav singlerne "I Lied", "Good News" og "Here I Am" fra albummet. Good News tilbragte tre uger i top 40. Albummet indeholdte en cover version af britiske Tasmin Archers verdenshit "Sleeping Satellite".
Bryan åbnede Fredagsrock i Tivoli i København i 2007 med en fyldt Plænen og flere gæsteoptrædende på scenen, bla Kuku Agami og gospelkoret Sound Of Gospel.
I 2009 skrev Bryan Rice og Mads Haugaard sangen "Underneath My Skin", der deltog i Dansk Melodi Grand Prix 2009, sunget af norske Christina Undhjem. Samme år udgav Bryan singlen "Second Last Chance" som en hyldest til 50-året for Motown. Videoen til singlen blev bl.a. filmet i en kran 30 meter over Rådhuspladsen i København.

### Dansk Melodi Grand Prix ogAnother Piece of Me(2010–13)
I 2010 deltog Bryan Rice igen i Dansk Melodi Grand Prix, denne gang som solist. Han deltog som det ene af tre wildcards med sangen "Breathing", der er skrevet af Peter Bjørnskov. Sangen nåede til finalen, men blev slået af Chanée og N'evergreens sang "In a Moment Like This".
Den 25. oktober 2010 udgav Bryan sit tredje studiealbum, Another Piece Of Me. I videoen til albummets anden single, "There for You"  har han fået selskab af den danske skuespillerinde fra DR1-serien Livvagterne, Cecilie Stenspil. Sangen er desuden indspillet på Simlish til computerspillet The Sims 3: Aftenunderholdning fra Electronic Arts. Bryan er dermed den første danske artist, der indspiller på Simlish, sammen med internationale stjerner som Pixie Lott, Sugababes og Katy Perry. Albummet indeholder blandt andet duetter med Danske Julie Berthelsen (Curtain Call) og den svenske verdensstjerne Emilia Rydberg (Big Big World) (Watch the stars, titelsang til TV programmet "Veninder på første klasse").
Bryan Rice deltog i teaterkoncerten Stupid Man, baseret på sange af Thomas Helmig, på Black Box Theatre i Holstebro i efteråret 2010. Forestillingen blev genopsat med Jimmy Jørgensen i en af hovedrollerne på Bellevue Teatret i 2011.
I 2011 fik Bryan succes i Belgien, da duetten "Curtain Call" med Julie Berthelsen opnåede en placering som nummer 15 på hitlisten. Bryan Rice var gentagne gange var i Belgien og optræde. Samme år udgav Bryan Rice sit første livealbum, A Live Piece of Me på sit eget selskab BRec og med støtte fra Scandic Hotels. Koncerten på albummet er optaget på Scandic Hotel Copenhagen. Albummet blev kun udgivet på CD, og har solgt ca. 2000 eksemplarer. i dag er det tilgængeligt som streaming og download også.
Ved Dansk Melodi Grand Prix 2013 fremførte den svenske sanger Albin sangen "Beautiful to Me", der var skrevet af Bryan Rice og Mads Haugaard.

### Hear Me As I Am+ Bryan Pt. 1 + 2 (2014–18)
Den franske DJ Guéna LG brugte Bryan som featuring vokal på to af sine produktioner i 2014, bl.a. singlen "Stay Awake" som gik ind i top 50 på den amerikanske Billboard Club Chart og nød stor succes i lande som Frankrig og Grækenland. Sangen blev tweetet af verdensstjernen Enrique Iglesias umiddelbart efter udgivelsen. Den anden sang hedder "Take Me Home", og begge er skrevet af den amerikanske sanger og sangskriver Matthew Koma i samarbejde med Guéna LG.
I 2014 havde Bryan sit eget ugentlige radioprogram på Radio Køge i samarbejde med "Tal ordentligt"-kampagnen og Call Me i seks måneder. Bryan var ambassadør for kampagnen og lavede singlen "These Arms" og den tilhørende video i samarbejde med kampagnen og organisationen Tænk Med Hjertet.
Bryan Rice deltog for anden gang som solist ved Dansk Melodi Grand Prix 2014 med sangen "I Choose U", som han har skrevet sammen med Lars Halvor Jensen, Johannes Jørgensen, og Shanna Crooks.
Bryan fejrede sit 10 års jubilæum på musikscenen i 2015 med sit femte studiealbum Hear Me As I Am udgivet på eget selskab BRec og ArtPeople. Albummet indeholdt bl.a. en duet med sangerens gode veninde Søs Fenger.
I 2015 udgav den verdenskendte irske sangerinde Maggie Reilly duetten 'Where the heart lies' med danske Bryan Rice, indspillet på Islands Brygge samme år.
I 2016 havde Bryan endnu en gang en sang med i Dansk Melodi Grand Prix, denne gang sammen med hans musikalske partner, sangskriver og producer, Christoffer Stjerne. sangen hed ‘Rays Of Sunlight’ og blev fremført af David Jay.
1. september 2017 udgav Bryan sit 6. udspil, EPen ‘Bryan Pt. 1’, på sit eget selskab BRec, distribueret af Warner Music Denmark. En mere dyster og elektropoppet lyd end før og med førstesinglerne ‘Warriors’ og ‘Tell It To My Body’ har udgivelsen fået opmærksomhed fra mange udenlandske musik blogs, særligt i UK. Part 1 blev fulgt op af en Part 2 i slutningen af 2017, indeholdende alternative versioner (duetter, remixes etc.) af samme sange som på Part 1. 
Samme år havde Bryan hovedrollen i musical koncerten I Love It - in Concert om cremekongen Ole Henriksens liv på Musikkens Hus i Aalborg og med hele Aalborg Symfoniorkester samt solisterne Christian Lund, Teit Samsø og Nicoline Møller. Forestillingen har sidenhen været opført i alternative versioner som hhv. akustiske shows og turneen Det bli'r en go' dag sammen med Camille Jones og Ole selv.
Fra 2015 har Bryan gentagne gange besøgt Kina på tour. I december 2016 var han blandt artisterne på Beijing televisions stort anlagte Nytårsshow sendt ud til over 200 millioner seere på verdensplan. I 2017 udsendte Bryan også sin single ‘Warriors’ som tosproget duet med den kinesiske sangerinde Jeno Liu og den lå 2 uger som #7 på den kinesiske top 40.
Bryan modtog i 2018 sin første musikpris. Årets sang ved Danish Rainbow Awards 2018 gik til Bryan for sangen "Warriors" og blev overrakt af Bent Fabricius Bjerre i Cirkusbygningen.

### Ønsketid / Christmas With You (2019-21)
I november 2019 udgav Bryan sin første single på dansk, julesangen 'Ønsketid' som har både hans egne venner samt Det Danske Drengekor på kor. Sangen er skrevet til og om hans datter, Liv. Den er også udgivet på engelsk. Sangen blev relanceret i 2020 med en nyredigeret musikvideo.
I årene 2019-2021 turnerede han hele landet med det store Disco Tango Show, en hyldest til 50 år med dansk og internationalt melodi grand prix. På scenen var Silas Holst, Annette Heick, Lonnie Devantier, Gry Johansen og Henrik Krogsgaard med band. 
Bryan modtog i November 2020 Danske Populær Autorers 'Påskønnelseslegat 2020' for en uegennyttig indsats for sine kolleger i musikbranchen, samt for sin karriere som sangskriver.
I forbindelse med Dansk Melodi Grand Prix 2020, var Bryan distriktsjurymedlem i P4 udvælgelsen af sange til showet sammen med sangskriver og producer James Thomas og forsanger i Hymns From Nineveh, Jonas Petersen. Sammen kuraterede de 3 sange til P4 Sjællands lyttere, som ultimativt valgte sangen 'Yes' med Ben & Tan til at deltage. Sangen vandt senere hen, men grundet corona pandemien, kunne den ikke dyste i det Internationale grand prix.
Den 6. maj 2020 rundede hans første single, "No Promises", 5 millioner afspilninger på Spotify, hvilket han fejrede med en særlig live video, hvor den bliver sunget sammen med bl.a. Chief1, Julie Berthelsen, Linda Andrews, Tinus, Rasmussen og Silas Holst.

### Generelt om karrieren
- Rice har deltaget i flere slags velgørenhedarbejde i årenes løb, og er nu bl.a. fast ambassadør for Røde Kors (Klub 100) og Boblberg.dk.
- Aktiv debattør og blogger med flere indlæg i bl.a. Altinget omkring popmusik på radio og kulturhusenes finansiering mm.
- Uddannet i Sociale Medier fra DJMX og iværksætteri på Lydens Hus/Erhvervshus Sjælland.
- Far til Liv Enggaard Henningsen i en regnbuefamilie med Mads Enggaard Jørgensen og skuespiller Anne Gry Henningsen i 2016. Gift i 2018 på Kbhs Rådhus af vennen Tommy Petersen med efterfølgende fest på Scandic Palace Hotel.
- Bestyrelsesmedlem i Dansk Artist Forbund, valgt ind i 2020 sammen med bl.a. Mads Langer.
- Konsulent for Danske Populær Autorer i Spil Dansk Ugen igennem flere år.
- Flere års medlem af DMA akademiet.
- Bryan står bag den succesfulde Instagram konto @twodadsworldwide med mange tusinde følgere over hele verden. Her reposter han billeder af familier med to fædre dagligt.
- Bryan lever glutenfrit, og har Facebook bloggen 'Brians Glutenfri Blog'.

## Diskografi

### Studiealbum
- Confessional (EMI, 2006)
- Good News (Border Breakers, 2007)
- Another Piece of Me (RecArt, 2010)
- Hear Me As I Am (ArtPeople, 2015)
- Bryan / Pt. 1+2 (BRec/Warner Music DK, 2017)
- Arbejder pt. på sit 6. studiealbum (ultimo 2022)

### Livealbum
- A Live Piece of Me – The Scandic Sessions (BRec, 2011)

### Singler
- "No Promises" (2005)
- "Homeless Heart" (2006)
- "Can't Say I'm Sorry" (2006)
- "Where Do You Go" (2006)
- "I Lied" (2007)
- "Good News" (2007)
- "Sleeping Satellite" (2007)
- "Here I Am" (2008)
- "Second Last Chance" (2009)
- "Breathing" (2010)
- "Watch the Stars" (2010) (feat. Emilia)
- "There for You" (2010)
- "Curtain Call" (featuring Julie) (2010)
- "For the Love of the Game" (Official UEFA U21 Championship Denmark sang) (2011)
- "Make the Moment Last" (2011)
- "These Arms" (2013)
- "Stay Awake" Guéna LG feat. Bryan Rice (2014)
- "I Choose U" (2014)
- "Hear Me As I Am" (2014)
- "Beat Of My Own Drum" (2015)
- "Where the heart lies" duet med Maggie Reilly (2015)
- "Parachute" (2016)
- "Eat, Sleep, Love And Applause" (2016)
- "Warriors feat. Who Killed Bambi" (2017)
- "Tell It To My Body" (2017)
- "Ønsketid feat. Det Danske Drengekor" (2019)
- "Christmas With You feat. The Danish Boys Choir" (2019)
- "Cheesy" (to be released March 12 2021)
- We Can Be Heroes (2022)
- It's Christmas and I'm Coming Home (2022)
- Cloudless (2023)